# حجافة ماوية
حَجَّافَة ماوية أو سلحفاة نهر أمريكا الوسطى أو حمسة جلدية ماوية (الاسم العلمي: Dermatemys mawii)، والمعروفة أيضًا محلياً باسم الهيكاتي أو التورتوغا بلانكا (السلاحف البيضاء). هي الأنواع الحية الوحيدة في فصيلة حمسيات جلدية. أقرب أقربائها المعروفة هي من الأحفوريات فقط، مع حوالي 19 جنسًا أحفوري موصوفًا ذات توزيع عالمي من العصر الجوراسي والطباشيري. يوجد هذا النوع حاليًا في تصريفات الأطلسي لأمريكا الوسطى، وتحديدًا في جنوب المكسيك وبليز وغواتيمالا. إنهُ نوع كبير القد نسبيًا، تُظهر سجلاته تاريخية إن طوله 60 سم (24 بوصة) وطولهُ ثابتًا وأوزانه 22 كجم (49 رطلاً)؛ ومع ذلك، فقد وجدت سجلات أحدث لعدد قليل من الأفراد تزن أكثر من 14 كجم (31 رطل) في المكسيك أو 11 كجم (24 رطل) في غواتيمالا.